# Bernardo Elosúa Farías
Bernardo Elosúa Farías (2 de noviembre de 1899 - 31 de enero de 1979) fue un empresario y filántropo mexicano, conocido por ser el fundador de Grupo LAMOSA y Pinturas Berel, del Tec de Monterrey junto a Eugenio Garza Sada, así como parte del grupo fundador del Partido Acción Nacional.

## Orígenes
Fue hijo póstumo del empresario Bernardo Elosúa González, uno de los fundadores de la Cervecería Cuauhtémoc Moctezuma, y de su esposa, María Inocente Farías Hernández, hija de Andrés Farías Benavides, uno de los fundadores del Banco de Nuevo León, y de Nemesia Hernández Benavides (hermana de Antonio V. Hernández). Su padre fue nieto del coronel Antonio de Elosúa y Zenea, último gobernador virreinal de Coahuila y primer gobernador constituyente del mismo estado, así como diputado del primer Congreso Constituyente de México Su madre fue nieta de Juan Francisco Farías, fundador de la República del Río Grande. 

## Revolución y exilio
Fue nombrado en honor a su padre, fallecido poco antes de su nacimiento, y a un hermano fallecido en la infancia. Se crio con su familia materna en Coahuila. En 1913, tras el asesinato de su primo, el presidente Francisco I. Madero, la gran parte de sus familiares huyeron de México con temor a las represalias, en especial durante el gobierno de Venustiano Carranza. Doña Inocente, a cargo de la familia Elosúa-Farías, se trasladó a La Habana, donde permanecieron una temporada, hasta reunirse con sus familiares en Estados Unidos. Tras la muerte de Carranza en 1920, varios miembros de la familia decidieron volver a México, pero Bernardo decidió permanecer para finalizar sus estudios de ingeniería en el MIT de Massachusetts, donde se había inscrito dos años antes.[cita requerida]

## Primeras incursiones empresariales
Durante sus estudios en el MIT, Bernardo Elosúa atendía reuniones en una sociedad de alumnos de origen hispanoamericano, quienes compartían sus inquietudes para aplicar sus estudios a la realidad de sus países de origen. Fue durante esta etapa cuando Bernardo comenzó a sufrir las primeras contrariedades financieras debido a los estragos de la Revolución y las malas inversiones de su hermano Antonio, quien más tarde terminaría su propia vida en Nueva York. Fue entonces, que Bernardo comenzó su primera aventura empresarial con el objeto de pagar por el resto de su estancia en Boston. Gracias a su buena relación con la Embajada de México en Estados Unidos, Bernardo consiguió los permisos pertinentes para establecer una sociedad, con algunos de sus amigos hispanoamericanos del MIT, dedicada a la compra-venta de desechos empresariales, los cuales eran tratados en bodegas locales y más tarde vendidos a las propias empresarias. Esta aventura empresarial llevó a decir al propio Elosúa que comenzó "vendiendo basura" y que de ahí nació su ímpetu empresarial.[cita requerida]

## Regreso a México y matrimonio
Al regresar a México, el joven ingeniero comenzó a trabajar en una empresa de ferrocarriles con el fin de pagar las extensas deudas de su difunto hermano y aliviar las penas de su madre. Al poco tiempo, fue introducido a la joven Esperanza Muguerza Lafón, hija de José A. Muguerza, fundador del Hospital Muguerza Lafón, y antiguo socio de su padre en la Cervecería Cuauhtémoc, y de María Adelaida Lafón y Gajá. Poco tiempo más tarde, Bernardo y Esperanza contrajeron matrimonio, llegando a tener siete hijos a lo largo de los años.[cita requerida]

## Ladrillera Monterrey S.A.
En 1929, tras dejar su trabajo en la ferrocarrilera y trasladarse a Monterrey, donde formaría su familia, Bernardo vio la oportunidad de adquirir la empresa de ladrillos más grande de la ciudad, que quedaba prácticamente abandonada debido a que sus propietarios estadounidenses sufrían la crisis del '29 en Estados Unidos. Para ese año, Bernardo Elosúa se había asociado con su primo Viviano L. Valdés Villarreal, nieto de su tía Carolina Madero, y del gobernador de Nuevo León, don Viviano L. Villarreal, quien junto a otros miembros de la familia, otorgarían los préstamos para comprar el 100% de la ladrillera, hasta entonces propiedad de particulares de nacionalidad estadounidense. [cita requerida]
A pesar de las grandes dificultades y de las críticas de gran parte de la sociedad regiomontana, la Ladrillera Monterrey S.A. volvió a funcionar y durante las próximas décadas se convertiría en la ladrillera más grande y productiva del país. [cita requerida]
En 1933, los jóvenes empresarios expandieron los productos de la ladrillera, abriéndose a nuevas oportunidades como los suelos y revestimientos.[cita requerida]
En 1951, Lamosa S.A. hacía su primera aparición en la Bolsa Mexicana de Valores.[cita requerida]

## Pinturas Berel
En 1937, Bernardo Elosúa fundó la empresa Impermeabilizantes y Pinturas S. de R.L., que más tarde se convertiría en una de las empresas líderes del sector en el país, cambiando su nombre en 1943, por Pinturas Berel, tomando las primeras letras del nombre y apellido de su fundador.[cita requerida]

## Partido Acción Nacional
Bernardo Elosúa Farías nació en un mundo disgustado con la política nacional. Perteneciente a una familia duramente golpeada por la Revolución y testigo de numerosas tragedias perpetuadas durante los años posteriores, él, sus amigos y familiares, buscaban alternativas para dar a México un proyecto de nación basado en valores tradicionales como la justicia, el respeto, el trabajo, la libertad de culto y expresión, entre otros. Es por ello que en 1939, cuando Manuel Gómez-Morín convocó a los adeptos que formarían parte de la Asamblea Constitutiva que daría origen al partido, Bernardo Elosúa Farías se encontraba al frente de la delegación de empresarios neoleoneses,  formando parte del Primer Consejo Nacional del partido y más tarde fungiendo como Presidente del Consejo del Estado de Nuevo León para el Partido Acción Nacional. 
Tras su muerte, el consejo del PAN en Nuevo León, decidió crear la Fundación Bernardo Elosúa Farías, en memoria de su primer presidente. 

## Tec de Monterrey
En 1943, Eugenio Garza Sada, entonces ya director de la Cervecería Cuauhtémoc, convocó a un grupo de familiares y empresarios para constituir un centro educativo cuya finalidad sería fomentar el desarrollo científico y empresarial, siguiendo el modelo de su alma mater, el MIT de Massachusetts. Para ello, se tomó como base a los que lo habían acompañado en la fundación del Club Sembradores de la Amistad, entre los que se encontraban Virgilio Garza Jr., Jesús Llaguno Farías, Agustín Basave Fernández del Valle, Juan S. Farías, Roberto Garza Sada y el propio Bernardo Elosúa Farías, cuya amistad se remontaba a sus tiempos de estudios en el MIT y se había estrechado al unirles ahora lazos familiares debido al matrimonio de Bernardo con Esperanza, prima de Eugenio. Se constituyó entonces la sociedad civil Enseñanza e Investigación Superior (EISAC), que ese mismo año se transformaría en el Instituto Tecnológico y de Estudios Superiores de Monterrey, más conocido como el Tec de Monterrey el cual al día de hoy está considerada la primera universidad en Iberoamérica en desarrollo científico y empresarial. 
El Centro Cultural AC del Tec de Monterrey otorga cada año el Premio Bernardo Elosúa Farías, en memoria de su fundador.[cita requerida]

## Retiro y muerte
En 1973, Bernardo Elosúa Farías abandonó la dirección del Grupo Lamosa, así como de todas las empresas vinculadas a él. Dejó la dirección en manos de su hijo Bernardo Elosúa Muguerza, quien más tarde asumiría la dirección de Pinturas Berel, dejando Lamosa a cargo de su sobrino Federico Toussaint Elosúa quien, tras la compra de Porcelanite, la ha posicionado como una de las mayores productoras de revestimientos del mundo.[cita requerida]
Bernardo Elosúa Farías falleció en la ciudad de Monterrey, Nuevo León el 31 de enero de 1979, rodeado de familiares y amigos.[cita requerida]
Su recuerdo da nombre a la Fundación Bernardo Elosúa Farías del PAN, al Premio Bernardo Elosúa Farías del Tec de Monterrey y al Auditorio Ing. Bernardo Elosúa Farías de la Facultad Libre de Derecho Monterrey. [cita requerida]